# 鬼俊英
鬼 俊英（おに としひで、1914年〈大正3年〉6月3日 - 1946年〈昭和21年〉）は昭和期の歌手。

## 経歴
福岡県山門郡山川村立山（現在のみやま市山川町立山）出身。神奈川県立湘南中学校を経て立教大学経済学部卒業。在学中は水泳選手としても活躍した。1939年（昭和14年）10月1日にテイチクから歌手デビュー。
テイチクレコード盤の「空の勇士」、興亜行進曲など戦時歌謡中心に吹き込む。1941年にはキングレコードへ移籍。
終戦後の1946年（昭和21年）、闇市に出回っていた航空機用のメチルアルコールを飲用し急逝。
妻は同じく昭和期の歌手である生島清美。